# Олешковка
Оле́шковка (рос. Олешковка) — селище у складі Нюксенського району Вологодської області, Росія. Входить до складу Нюксенського сільського поселення.

## Населення
Населення — 14 осіб (2010; 21 у 2002).
Національний склад (станом на 2002 рік):
- росіяни — 100 %